# أمادو دانتي
أمادو دانتي (بالفرنسية: Amadou Dante) هو لاعب كرة قدم مالي في مركز الوسط، ولد في 7 أكتوبر 2000. لعب مع شتورم غراتس.

## وصلات خارجية
- أمادو دانتي على موقع الاتحاد الأوربي (الإنجليزية)
- أمادو دانتي على موقع قاعدة بيانات كرة القدم.إي يو (الإنجليزية)
- أمادو دانتي على موقع ناشيونال فوتبول تيمز (الإنجليزية)
- أمادو دانتي على موقع Soccerway.com (الإنجليزية)
- أمادو دانتي على موقع عالم كرة القدم.نت (الإنجليزية)